# Schickedanz Open 1997
Lo Schickedanz Open 1997 è stato un torneo di tennis facente parte della categoria ATP Challenger Series nell'ambito dell'ATP Challenger Series 1997. Il torneo si è giocato a Fürth in Germania dal 3 all'8 giugno 1997 su campi in terra rossa.

## Vincitori

### Singolare
Davide Sanguinetti ha battuto in finale  Tomas Nydahl con il punteggio di 6–4, 6–2

### Doppio
Brandon Coupe /  Paul Rosner hanno battuto in finale  Martin Sinner /  Joost Winnink con il punteggio di 7–5, 6–3